# Группа Бестляйна — Якоба — Абсхагена
Группа Бестляйна — Якоба — Абсхагена (нем. Bästlein-Jacob-Abshagen-Gruppe) — германская антифашистская организация, созданная в 1940 году членами КПГ Бернардом Бестляйном, Францем Якобом и Робертом Абсхагеном в Гамбурге и занимавшаяся политической борьбой против гитлеровцев. Действовала до окончания Второй мировой войны, насчитывала около 300 человек из более чем 30 гамбургских организаций и являлась крупнейшей антифашистской организацией Гамбурга.

## Создание
В 1940 году четыре члена Коммунистической партии Германии — Бернхард Бестляйн, Франц Якоб, Роберт Абсхаген и Густав Брун — освобождённые из Заскенхаузенской тюрьмы, решили создать одну большую группу сопротивления из разрозненных ячеек КПГ и большого числа мелких групп. Основой для новой группы должны были служить крупные гамбургские предприятия, а сама группа должна была бы добиваться свержения гитлеровского режима и скорейшего завершения войны. Благодаря обширным контактам в более чем 30 предприятиях (в основном на гамбургских верфях) появилась подпольная сеть, которая заявляла среди целей мобилизацию рабочих для выступлений против Гитлера, поддержка угнанных на принудительные труды иностранцев, помощь попавшим в плен солдатам (в том числе советским военнопленным) и срыв производства вооружения для нужд германских войск. Основу группы составляли члены КПГ, социал-демократы и беспартийные, а также угнанные на принудительную работу иностранцы. В листовках, распространяемых группой, были призывы к немецким гражданам не поддерживать войну против СССР. На межрегиональном уровне с помощью Вильгельма Гуддорфа поддерживалась связь с резидентурой «Красной капеллы» в Берлине, а через Лео Драбента и Германа Бёзе — с «пианистами» в Бремене.

## Преследование
В октябре 1942 года произошёл крупный провал в деятельности группы: её раскрыло Гестапо Гамбурга, и более 100 человек из 200 членов группы были арестованы. Франц Якоб бежал в Берлин, где вместе с Антоном Зефковым создал ещё одну подпольную группу. В июле—августе 1943 года после серии авианалётов на Гамбург около 50 человек были освобождены и тут же предприняли попытки восстановить группу, для чего Бестляйн связался с Якобом в Берлине. Через несколько месяцев большую часть беглецов удалось арестовать. С мая 1944 года на так называемых «Гамбургских процессах над коммунистами» (нем. Hamburger Kommunistenprozessen) почти все подсудимые были приговорены к смерти: с 1942 по 1945 годы казнены 70 человек. Оставшиеся в живых, однако, не прекращали деятельность: в конце войны они добились сдачи Гамбурга союзникам без боя.

## Память

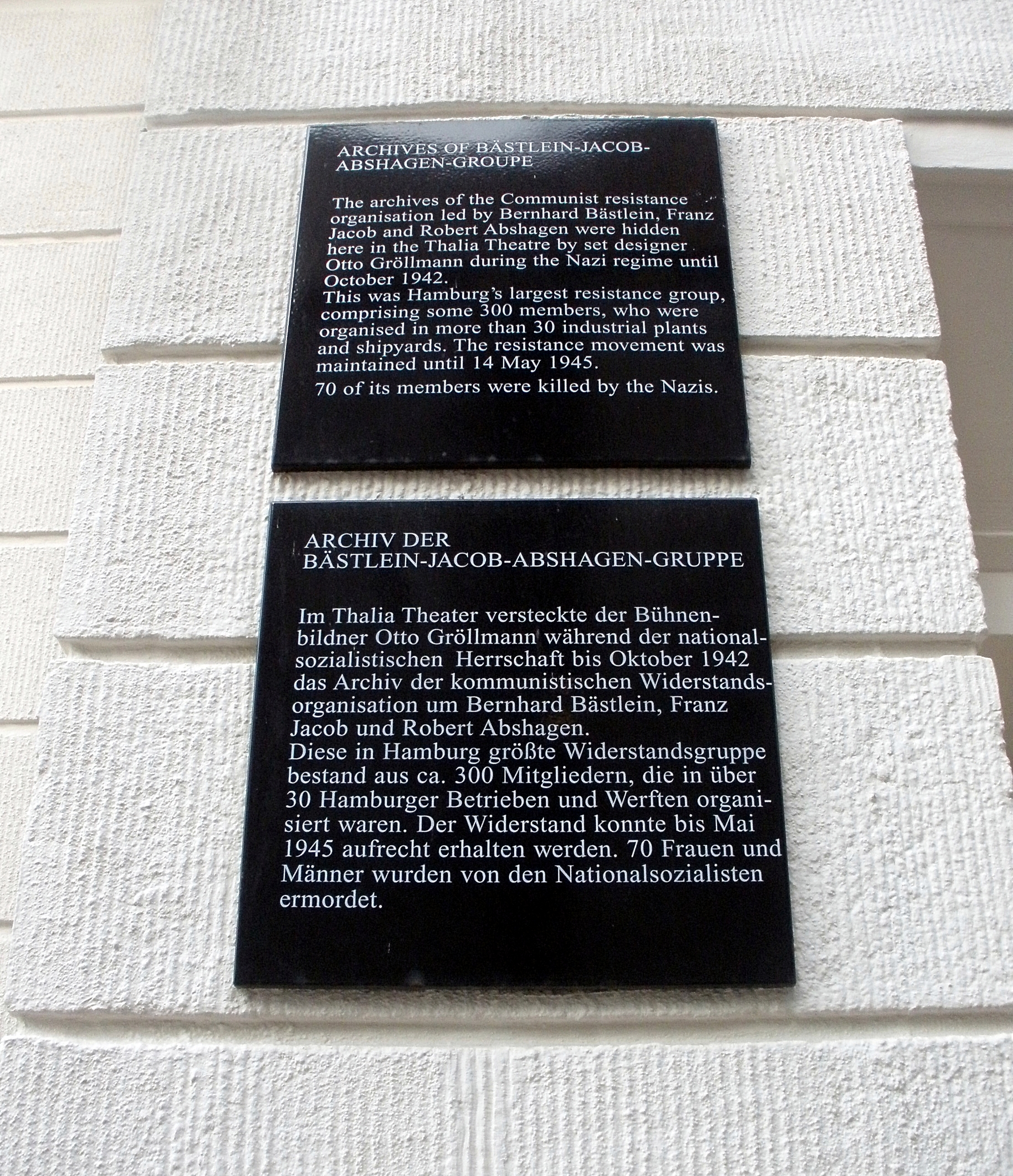
Мемориальная доска на здании театра «Талия» с надписью «Здесь до октября 1942 года художником Отто Грёлльманом скрывались архивы коммунистов-деятелей Движения Сопротивления из группы Бестляйна — Якоба — Абсхагена»

8 сентября 1946 года урны с прахом 27 казнённых гамбургских антифашистов были перезахоронены на кладбище Ольсдорф: там покоятся останки Бернхарда Бесатляйна, Франца Якоба и Хайнца Присса. Позже там были захоронены также урна с прахом Роберта Абсхагена и других участников группы.
В 1953 году заводской совет Blohm & Voss установил на здании головного офиса мемориальную доску в памяти 11 казнённых рабочих верфи, восемь из которых были в группе Бестляйна — Якоба — Абсхагена. В 1964 году Главпочтамт ГДР выпустил серию марок к 20-летию со дня гибели Зефкова, Якоба и Бестляйна; ещё несколько марок были выпущены в память Вальтера Боне. В 1980-е годы на здании гамбургского театра «Талия» была установлена мемориальная доска по указанию Гамбургского управления по охране памятников репрессированным гражданам и деятелям Сопротивления, так как в театре находилась одна из баз группы.

## Члены
Из антифашистов, состоявших в группе, известны следующие лица:
- Вальтер Боне
- Густав Брун[нем.]
- Ганс Хорнбергер[нем.]
- Оскар Райнке
- Курт Шилль[нем.]
- Хайнц Присс